# جاك روجرز (لاعب كرة قدم)
جاك روجرز (بالإنجليزية: Jack Rogers)‏ هو لاعب كرة قدم بريطاني (وحمل سابقاً جنسية المملكة المتحدة لبريطانيا العظمى وأيرلندا) في مركز الهجوم، ولد في 20 يونيو 1895 في المملكة المتحدة، وتوفي في 1977. لعب مع كريستال بالاس ونادي سندرلاند ونورويتش سيتي وAberdare Athletic F.C. ‏.

## وصلات خارجية
- جاك روجرز على موقع قاعدة بيانات كرة القدم.إي يو (الإنجليزية)